# Verbascum capitis-viridis
Verbascum capitis-viridis är en flenörtsväxtart som beskrevs av Huber-morath. Verbascum capitis-viridis ingår i släktet kungsljus, och familjen flenörtsväxter. Inga underarter finns listade i Catalogue of Life.